# أرخبيل الملايو (كتاب)

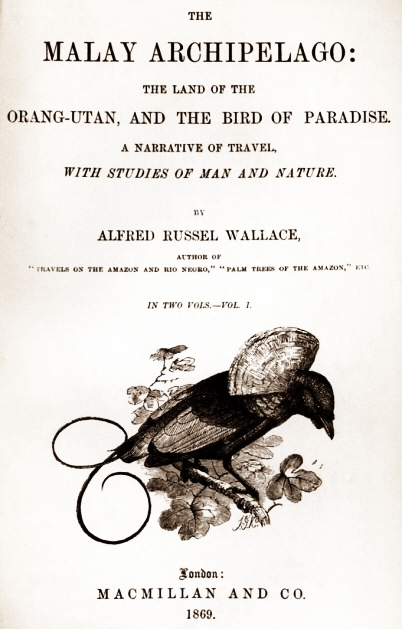
الصفحة الأولى من الإصدار الأول

أرخبيل الملايو هو كتاب من تأليف عالم الطبيعة البريطاني ألفرد راسل والاس، سجل فيه استكشافاته العلمية التي قام بها منذ عام 1854 وحتى 1862، وذلك في الجزء الجنوبي من أرخبيل الملايو الذي يشمل ماليزيا، سنغافورة، جزر إندونيسيا، والتي كانت تعرف حينها بالهند الشرقية الهولندية، وجزر غينيا الجديدة. نشر الكتاب في مجلدين في عام 1869، وتأخر النشر بسبب إصابة والاس بالمرض وبسبب العمل الذي احتاجه ليصف العينات الكثيرة التي جلبها معه إلى موطنه. مر الكتاب بعشر إصدارات في القرن التاسع عشر، وقد طبع مرات كثيرة منذ ذلك الوقت، وتُرجم إلى ما لا يقل عن ثماني لغات.
يصف الكتاب كل جزيرة زارها والاس، ويقدم شرحا تفصيليا لجغرافيتها الطبيعية والبشرية، وبراكينها، وأنواع الحيوانات والنباتات التي وجدها وجمعها. وفي الوقت عينه يصف تجاربه، والصعوبات التي واجهته في السفر، والمساعدة التي تلقاها من أناس مختلفين كان قد قابلهم. تشير المقدمة إلى أنه سافر 14,000 ميل وجمع 125,660 عينة تاريخية طبيعية، معظمها من الحشرات، وأيضا من الرخويات والطيور والثدييات والزواحف.
زُوِّد الكتاب برسوم إيضاحية، مبنية على مشاهدات والاس وما قام بجمعه، وقام بهذه المهمة مجموعة من الرسامين الرواد، وهم توماس باينيس، والتر هوود فيتش، جون جيرارد كيلمانز، إي دبليو روبنسون، جوزيف ولف، وتي دبليو وود.
حاز أرخبيل الملايو على الكثير من الآراء، وحاز على اهتمام دوريات ومجلات علمية، جغرافية، كنسية، وعامة. أُعجب النقاد وأحيانا اعترضوا على نظرياته العديدة، وخصوصا تقسيم حيوانات ونباتات المنطقة والذي أصبح بعد وقت قصير معروفا بخط والاس، والانتخاب الطبيعي، والوتيرة الواحدة. وقد أجمعت الأغلبية الساحقة على أنه قدم وصفا شاملا ومثيرا للاهتمام للجغرافيا والتاريخ الطبيعي وسكان الأرخبيل، وهي أمور لم تكن مألوفة لقراء ذلك العصر، وأجمعوا أيضا على أنه جمع عددا مذهلا من العينات. وقد استشهد بهذا الكتاب كثير، واعتبر أنجح مؤلَّف ألفه والاس من الناحية العلمية التجارية.

## السياق
في عام 1847، اتفق والاس وصديقه هنري والتر بيتس، عندما كانا في بداية العشرينات من عمرهما، على أن يذهبا مع في رحلة تجميع إلى إلى الأمازون، وذلك من أجل «حل مشكلة أصل الأنواع». (لم يكن كتاب أصل الأنواع لداروين قد نشر سوى بعد 11 عام من ذلك، في عام 1859. وقد استند الكتاب على رحلة الجمع الطويلة التي قام بها داروين (البيجل)، وقد عجل من نشره خطاب شهير أرسله والاس عندما كان في تيرنات أثناء الفترة التي غطاها كتاب أرخبيل الملايو، ووصف فيه نظرية التطور بالانتخاب الطبيعي بإيجاز). أُلهم كل من والاس وبيتس بقراءة الكتاب الرائد لعالم الحشرات ويليام هنري إدواردز لعام 1847 «رحلة في نهر الامازون، وإقامة في بارا». مكث بيتس في الأمازون مدة 11 عاما، وبدأ بكتابة كتابه «طبيعاني في نهر الأمازون» (1863)، إلا أن والاس أصيب بالحمى وعاد إلى موطنه في عام 1852 بصحبة آلاف العينات، بعضها من أجل العلم وبعضها للبيع. وقد احترقت السفينة وما قام بجمعه في البحر قرب منطقة غيانا. وبدلا من أن يستسلم، كتب والاس عن الأمازون في نثره وشعره، وأعد العدة للإبحار مجددا، وهذه المرة كانت وجهته إلى أرخبيل الملايو.

## نظرة عامة
```

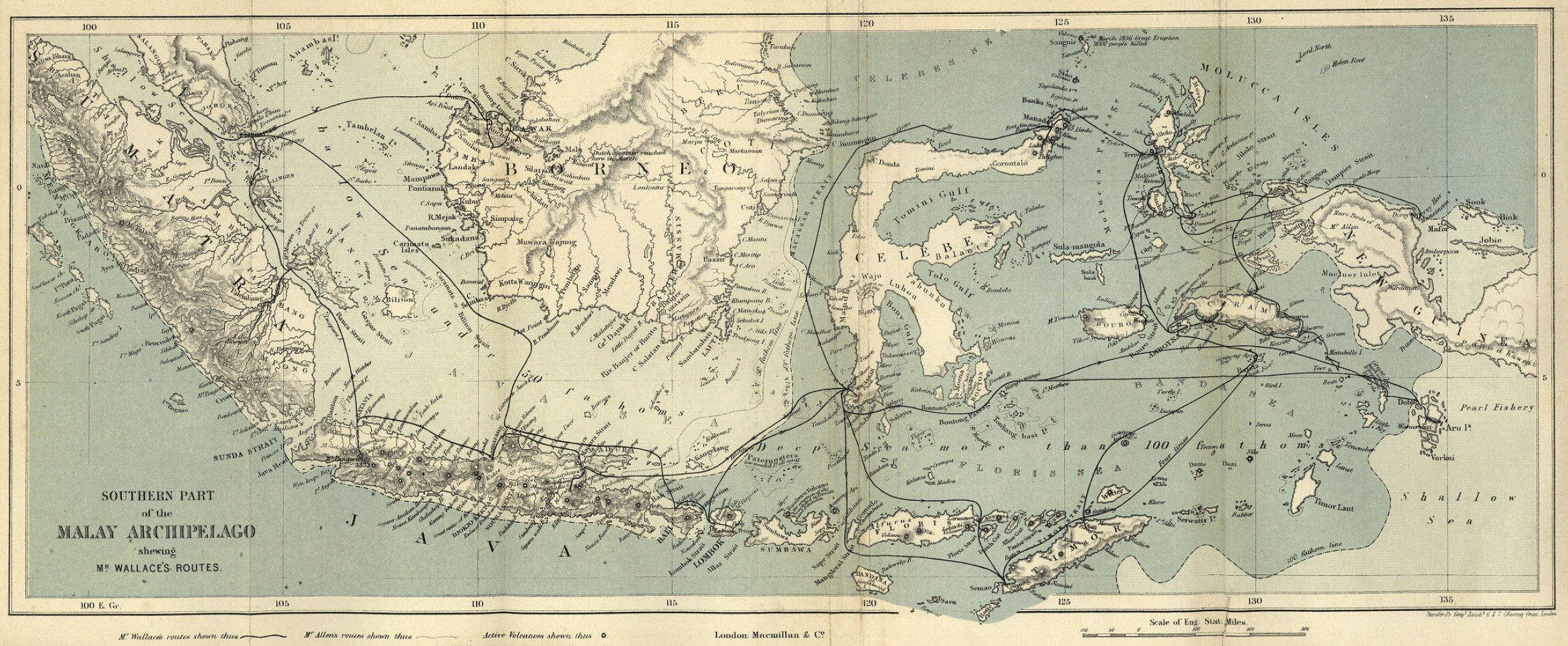
خريطة ملونة موجودة في بداية الكتاب، تظهر رحلات والاس في الأرخبيل. تمثل المياه العميقة التي تفصل بورينو عن سولاويسي ما أصبح معروفا باسم خط والاس.

تذكر المقدمة بإيجاز رحلات والاس وآلاف العينات التي جمعها وبعضا من النتائج التي استنتجت من تحليلها بعد عودته إلى إنجلترا. ويذكر والاس في المقدمة أنه سافر 14000 ميل وجمع 125660 عينة، معظمها من الحشرات: 83200 خنفسة، 13100 فراشة وعثة، و13400 من الحشرات الأخرى. كما أنه عاد إلى إنجلترا ومعه 7500 من القشريات (كالرخويات)، 8050 من الطوير، و310 من الثدييات ومائة من الزواحف.
[
P 1
]
```

كان الكتاب مخصصا لداروين، لكن والاس أوضح في المقدمة أنه اختار تفادي مناقشة الدلالات التطورية لاكتشافاته. ولذلك فقد قيد نفسه بـ «الحقائق المثيرة للاهتمام للمشكلة، والتي كان حلها موجودا في المبادئ التي طورها السيد داروين»، لذلك، ومن وجهة نظر علمية، فالكتاب يعتبر بشكل كبير تاريخا طبيعيا وصفيا. وهذا التواضع يكذب حقيقة أن والاس، حينما كان في ساراواك في عام 1855، كتب الورقة البحثية «عن القانون الذي ضبط إدخال الأنواع الجديدة»، والتي اختتمت بقانون ساراواك التطوري وأن «كل نوع قدم إلى الوجود يكون متوافقا من الناحية المكانية والزمانية أيضا مع نوع قريب منه»، وذلك قبل ثلاثة أعوام من كتاباته الهامة التي أرسلها إلى داروين مقترحا مفهوم الانتخاب الطبيعي.
يصف الفصل الأول الجغرافيا الطبيعية وجيولوجيا الجزر، مع الاهتمام على وجه الخصوص بدور البراكين والزلازل. ويناقش أيضا النمط الكلي لحيوانات ونباتات المنطقة وحقيقة أن الجزر قابلة للتقسيم، فيما سيعرف فيما بعد باسم خط والاس، إلى شقين، أحدهما يحوي حيوانات ذات صلة أقرب لحيوانات آسيا، والأخر يحوي حيوانات ذات صلة أقرب لحيوانات أستراليا.
ويصف الفصل التالي بالتفصيل الأماكن التي زارها والاس. وذكر والاس مشاهدات عديدة للبشر، ولغاتهم، وطرق معيشتهم، وتنظيمهم الاجتماعي، وكذلك النباتات والحيوانات التي وجدها في كل مكان. ويتحدث أيضا عن الأنماط الجغرافية الحيوية التي شاهدها ومدلولها بالنسبة للتاريخ الطبيعي، وذلك من ناحية انتقال الأنواع[b] والتاريخ الجيولوجي للمنطقة. كما أنه روى بعضا من تجاربه الشخصية أثناء رحلاته. وأتى الفصل الأخير كنظرة عامة على التقسيمات الإثنية واللسانية والثقافية بين من عاشوا في تلك المنطقة وتخمينا حول ما قد تدل عليه مثل هذه الانقسامات من الناحية التاريخية.

## نشر الكتاب

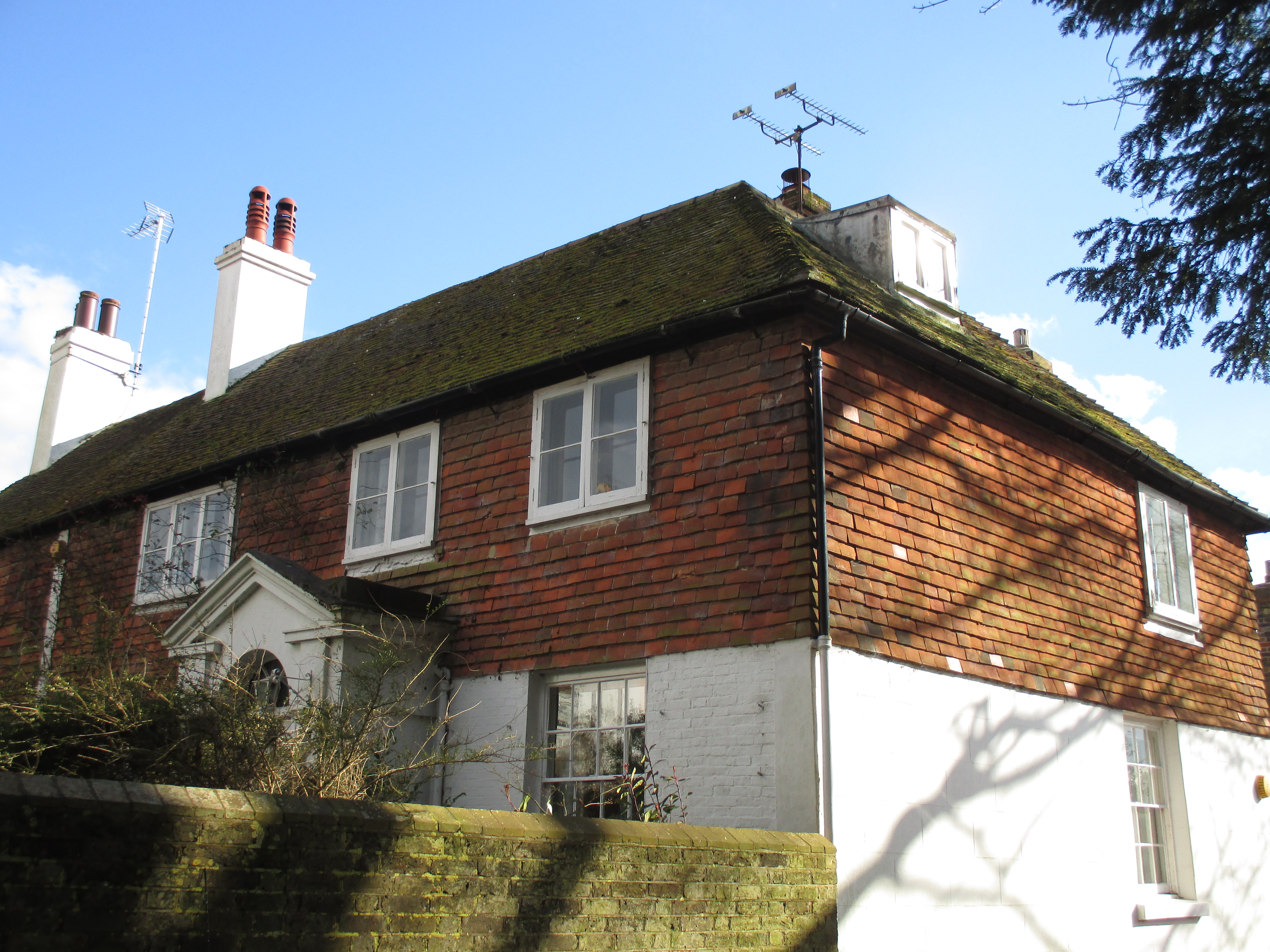
بيت تريبس

كُتب أرخبيل الملايو في معظمه بمنزل عائلة زوجة والاس بتريبس الواقعة في هرستبيربوينت بعرب ساسكس. ونشر لأول مرة في ربيع عام 1869 كإصدار أول في مجلد واحد، لكنه طبع مجددا ونشر في مجلدين بواسطة دار ماكميلان للنشر (لندن)، ونشر الإصدار الثاني في نفس العام من قبل هاربر آند براذرس (نيويورك). كان والاس قد إلى إنجلترا في عام 1862، لكنه يوضح في المقدمة أنه نظرا إلى الكمية الكبيرة من العينات التي كانت معه وصحته التي ساءت بسبب مكوثه في المناطق الحارة، فقد أخذ إنهاء الكتاب وقتا طويلا. وقد ذكر أنه كان بإمكانه طباعة ملاحظاته ودورياته فور وصوله، لكنه شعر أن فعل ذلك سيكون مخيبا للآمال وغير ذي جدوى. ومن ثم، فقد انتظر إلى أن نشر أوراقه البحثية مع مكتشفاته، وقد وصف العلماء وأعطوا أسماء أنواع جديدة لـ 2000 من خنافسه (غمديات الأجنحة)، وما يزيد عن 900 من غشائيات الأجنحة التي اشتملت على 200 نوع جديد من النمل. طُبع من الكتاب 10 إصدارات، ونُشر آخر إصدار في عام 1890.

## الرسوم الإيضاحية
كانت الرسوم الإيضاحية، كما ذكرت المقدمة، مكونة من رسوم وصور والاس نفسه أو عيناته. وقد شكر والاس والتر وهنري وودبري على بعض تصويراتهم لمشاهد للسكان الأصليين. وعبر عن شكره أيضا لويليام ويلسون سوندرز والسيد باسكو على الذباب ذو القرن والخنافس ذات القرن الطويل: وكانت البقية بأكملها من مجموعته الضخمة.
رسمت الرسوم الإيضاحية الأصلية مباشرة على كتل حفر خشبية بواسطة الفنانين الرواد توماس باينس، والتر هوود فيتش، جون جيرارد كيلمانز، إي دبليو روبنسون، جوزيف ولف، وتي دبليو وود، حسبما ورد في قائمة الرسوم الإيضاحية. وقد رسم وود أيضا رسوما إيضاحيا في كتاب «نشوء الإنسان» لداروين، بينما قدم روبنسون وولف رسوما إيضاحية لكتاب «طبيعاني في نهر الأمازون» (1863) الذي كتبه صديق والاس هنري والتر بيتس.

### أساسية
'هذه القائمة لتحديد مواقع الاقتباسات في الكتاب.
1. ↑  Wallace, 1869. p. xiv.
2. ↑  Wallace, 1869. Volume 1, pp. 1–30.
3. ↑  Wallace, 1869.
4. ↑  Wallace, 1869. pp. vii–ix.

### ثانوية
1. ↑  Mallet, Jim. "Henry Walter Bates". University College London. مؤرشف من الأصل في 2017-03-17. اطلع عليه بتاريخ 2012-12-11.
2. ↑  Shoumatoff, Alex (22 أغسطس 1988). "A Critic at Large, Henry Walter Bates". New Yorker. مؤرشف من الأصل في 6 أغسطس 2015.
3. ↑  Edwards, 1847.
4. ↑  Wallace، Alfred Russel (1855). "On the Law Which has Regulated the Introduction of Species". جامعة كنتاكي الغربية. مؤرشف من الأصل في 2009-06-04. اطلع عليه بتاريخ 2013-03-22.
5. ↑  Beccaloni، George (2008). "2005-"Treeps" plaque". The Alfred Russel Wallace Website. مؤرشف من الأصل في 2019-01-23. اطلع عليه بتاريخ 2016-03-03.
6. ↑  van Wyne, John (2012). "Malay Archipelago". Wallace Online, National University of Singapore. مؤرشف من الأصل في 2018-10-26. اطلع عليه بتاريخ 2013-06-23.
7. ↑  See Commons Category:E. W. Robinson نسخة محفوظة 09 أكتوبر 2016 على موقع واي باك مشين.